# Ешлі Ґрін
Е́шлі Міше́ль Ґрін (англ. Ashley Michele Greene; нар. 21 лютого 1987, Джексонвілл, (Флорида, США) — американська кіноакторка і модель, відома завдяки ролі Еліс Каллен у фільмі «Сутінки».

## Кар'єра
Ешлі Ґрін перебралася до Голлівуду у сімнадцятирічному віці відразу ж після закінчення школи. Спочатку розраховувала зробити кар'єру в модельному бізнесі, проте її зросту (165 см) виявилося недостатньо: зосередилася на вивченні рекламної справи і акторської майстерності на курсах Лі Страсберга. З часом з'ясувала для себе, що акторство їй подобається набагато більше ніж модельний бізнес — і повторних спроб повернутися на подіум не робила.
В очікуванні перших ролей знімалася в музичних кліпах, періодично з'являючись у різних телепередачах. Перші ролі виконала у телевізійних серіалах «Розслідування Джордан» (2001—2007), «Підстава» (2003—2007) і «Акула» (2006—2008). Кінематографічний дебют Ґрін відбувся з другорядною роллю в комедії Майкла Кахілла «Мій тато псих» (2007), головну роль в якій виконав Майкл Дуглас.
Справжнім успіхом стала друга робота Ешлі Ґрін у великому кіно. Містична мелодрама «Сутінки» (2008), що зібрала в кінопрокаті по всьому світу трохи менше 400 мільйонів доларів, принесла світову популярність всім основним учасникам, у тому числі і Ґрін, яка виконала в картині одну з другорядних ролей — (вампір Еліс Каллен). Потім у 2009 і 2010 роках вийшло продовження — «Сутінки. Сага. Молодий місяць» і «Сутінки. Сага. Затемнення».
У 2009 році Ешлі Ґрін знялася в намальованому бікіні для реклами прохолоджувальних напоїв SoBe.
У листопаді 2009 року стало відомо, що Ґрін надійшла пропозиція знятися в новому містичному фільмі під назвою «Привид», спільно з актором з «Поттеріани» Томом Фелтоном, зйомки якого почалися 1 лютого 2010 року. У кінці січня 2010 в США на кінофестивалі «Санденс» відбулася прем'єра фільму «Скейтленд» з Ешлі Ґрін у головній ролі, але через зйомки у фільмі «Привид» вона не відвідала прем'єру.
У травні 2010 року, коли прийшов час підписувати новий контракт на участь у фільмі «Сутінки. Сага. Світанок» Ешлі і її менеджери відмовилися зніматися в фільмі через маленький гонорар. Компанія «Самміт Інтертеймент» заявила, що Ґрін легко зможуть замінити у фільмі, сама ж вона вимагала 4 000 000 дол. за зйомки. 19 травня офіційно було підтверджено, що Ґрін все-таки зніметься у фільмі «Світанок», за який отримає 2 000 000 дол. (за першу частину, фільм складається з двох).
4 червня 2010 компанія Avon заявила, що Ґрін стала їх новим обличчям (Mark). У 2015 році Ешлі стала обличчям бренду DKNY.
У 2015 році Ґрін отримує головну роль в телесеріалі «Американські реалії» про суперництво між модельєрами. У цьому ж 2015 в прокат надходить фільм з Ешлі «Літо. Однокласники. Любов». Також у 2015 році стає відомо, що Ґрін запропонували зіграти молодого дизайнера Еліс в драматичному серіалі «Americana». Крім цього, у Ґрін на 2015 заплановано вихід другої частини фільму «Сутінки. Сага. Світанок».

## Особисте життя
В одному інтерв'ю вона сказала: «Моя мама хоче, щоб у мене був хлопець, але я і мої менеджери проти цього. (Сміється)». 11 серпня після премії «Teen Choice Awards» папарацці помітили Ешлі з молодим актором Чейсом Кроуфордом, коли ті цілувались в машині; актриса і Чейс це ніяк не прокоментували, — і після цього жодного разу не були ніде помічені разом.
З липня 2010 року Ешлі Ґрін зустрічалася з музикантом Джо Джонасом, який також поїхав за Ешлі у Батон-Руж на зйомки «Сутінки. Сага. Світанок». У Ешлі Ґрін були розбіжності з Демі Ловато, так як вона колишня дівчина Джо, хоча агенти Ґрін це заперечують.
У 2015 році на початку березня Ешлі Ґрін порвала з Джо Джонасом. Причиною їхнього розриву був завантажений графік обох — таку версію висунули агенти акторів. Ешлі Ґрін бачать часто в компанії актора Ріва Карні (з ним вона зустрічається з кінця 2015 року).
У 2018 році 9 липня Ешлі Грін вийшла заміж за Пола Коурі.
У 2022 році 16 вересня у пари народилася донечка Кінгслі Реін Коурі

## Фільмографія
| Фільми      | Фільми                             | Фільми                                    | Фільми                  | Фільми                             |
| Рік         | Українська назва                   | Оригінальна назва                         | Роль                    | Роль                               |
| ----------- | ---------------------------------- | ----------------------------------------- | ----------------------- | ---------------------------------- |
| 2005        | Мій тато псих                      | King of California                        | покупець у Макдональдсі | покупець у Макдональдсі            |
| 2008        | Отіс                               | Otis                                      | Кім                     | Кім                                |
| 2008        | Сутінки                            | Twilight                                  | Еліс Каллен             | Еліс Каллен                        |
| 2009        | Психоаналітик                      | Shrink                                    | Міссі                   | Міссі                              |
| 2009        | Кров Саммер                        | Summer's Blood                            | Саммер                  | Саммер                             |
| 2009        | Сутінки. Сага. Новий місяць        | The Twilight Saga: New Moon               | Еліс Каллен             | Еліс Каллен                        |
| 2010        | Скейтленд                          | Skateland                                 | Мішель Баркхам          | Мішель Баркхам                     |
| 2010        | Сутінки. Сага. Затемнення          | The Twilight Saga: Eclipse                | Еліс Каллен             | Еліс Каллен                        |
| 2010        | Вільне радіо Альбемута             | Radio Free Albemuth                       | Ронда                   | Ронда                              |
| 2011        | Серце воїна                        | A Warrior's Heart                         | Бруклін Мілліган        | Бруклін Мілліган                   |
| 2011        | Як по маслу                        | Butter                                    | Кейтлін Піклер          | Кейтлін Піклер                     |
| 2011        | Сутінки. Сага. Світанок. Частина 1 | The Twilight Saga: Breaking Dawn — Part 1 | Еліс Каллен             | Еліс Каллен                        |
| 2012        | Літо. Однокласники. Любов          | LOL                                       | Ешлі                    | Ешлі                               |
| 2012        | Явище                              | The Apparition                            | Келлі                   | Келлі                              |
| 2012        | Сутінки. Сага. Світанок. Частина 2 | Twilight Saga: Breaking Dawn — Part 2     | Еліс Каллен             | Еліс Каллен                        |
| 2014        | Хотів би я бути тут                | Wish I Was Here                           | Жанін                   | Жанін                              |
| 2014        | Крісті                             | Kristy                                    | Вайолет                 | Вайолет                            |
| 2014        | Моя дівчина — зомбі                | Burying the Ex                            | Евелін Моррісон         | Евелін Моррісон                    |
| 2015        | Літо на Стейтен Айленді            | Staten Island Summer                      | Кристал Манікуччі       | Кристал Манікуччі                  |
| 2015        | Шангрі-Ла Сьют                     | Shangri-La Suite                          | Прісцилла Преслі        | Прісцилла Преслі                   |
| 2016        | Жахливі свята                      | Holidays                                  | Брі                     | Брі                                |
| 2018        | Нещасний випадок                   | Accident Man                              | Чарлі Адамс             | Чарлі Адамс                        |
| 2019        | Секс-бомба                         | Bombshell                                 | Еббі Гантсман           | Еббі Гантсман                      |
| 2023        | Тато зі спецназу                   | The Retirement Plan                       | Ешлі                    | Ешлі                               |
| Телесеріали |                                    |                                           |                         |                                    |
| Рік         | Українська назва                   | Оригінальна назва                         | Роль                    | Примітка                           |
| 2006        | Розслідування Джордан              | Crossing Jordan                           | Енн Раппапорт           | Епізод: "The Elephant in the Room" |
| 2008        | Акула                              | Shark                                     | Наталі Фебер            | Епізод: "Partners in Crime"        |
| 2011-12     | Пан Амерікан                       | Pan Am                                    | Аманда Мейсон           | 5 серій                            |
| 2016-17     |                                    | Rogue                                     | Міа Рокленд             | 17 серій                           |